# Бесплодная земля
«Бесплодная земля» (англ. The Waste Land) — поэма Томаса Стернза Элиота, которая считается одной из самых важных поэм XX века и основным произведением в модернистской поэзии. Впервые опубликована в 1922 в октябрьском издании британского журнала The Criterion и в ноябрьском издании американского журнала The Dial, а в декабре 1922 года — в книжном варианте.

## Структура
Поэма состоит из пяти частей. В первой, «Похороны мертвеца», затрагиваются темы разочарования и отчаяния. Вторая, «Игра в шахматы», использует краткие эпизоды (чередующиеся повествования) нескольких персонажей, которые обращаются к этим темам с помощью опыта. «Огненная проповедь», третья часть предлагает философское размышление относительно художественного образа смерти и исследование самоотречения в сопоставлении под влиянием Аврелия Августина и восточных религий. После четвёртой части, «Смерть от воды», которая представляет собой краткое лирическое прошение, идёт заключительная пятая часть, «Что сказал гром», заканчивающаяся изображением осуждения.

## История создания
Элиот, вероятно, начал работу над текстами за несколько лет до публикации. В майском письме 1921 года к Джону Куинну (англ. John Quinn) он написал, что имеет «в голове и частично на бумаге поэму, которую он желает закончить».
Ричард Олдингтон в своих мемуарах вспоминает, что примерно за год до того, как Элиот прочитал ему рукописный набросок «Бесплодной земли» в Лондоне, Элиот посетил его за городом. Прогуливаясь по кладбищу, они обсуждали Elegy Written in a Country Churchyard Томаса Грея. Олдингтон пишет: «К моему удивлению я узнал, что Элиот восхищается чем-то настолько популярным, и тогда я продолжил, сказав, что если современный поэт, знающий о своих ограничениях как Грей, сосредоточит весь свой талант в одной такой поэме, он может достичь похожего успеха».
Элиоту диагностировали тревожный невроз и посоветовали отдых, поэтому он попросил отпуск в банке, где работал, указав в заявлении нервный срыв как причину. Со своей первой женой, Vivienne Haigh-Wood Eliot, они отправились на курорт в городе Маргит. Там Элиот работал над поэмой и, возможно, показал раннюю версию Паунду, затем вместе с женой отправился в Париж. Элиот был на пути в Лозанну, чтобы лечиться у доктора Roger Vittoz, которого ему порекомендовала Оттолайн Моррелл; Vivienne осталась в санатории недалеко от Парижа. В отеле Ste. Luce он написал 19-страничную версию поэмы. Элиот вернулся из Лозанны в начале января 1922. Паунд сделал подробные редакторские комментарии и значительные правки к рукописи. Впоследствии Элиот посвятил свою поэму Паунду.
Элиот отправил рукописные наброски к John Quinn в октябре 1922; Quinn получил их в Нью-Йорке в 1923. После его смерти они достались его сестре, Julia Anderson. В начале 50-х дочь Anderson, Mary Conroy, нашла бумаги на складе. В 1953 она продала их Нью-Йоркской публичной библиотеке.
В апреле 1968, через три года после смерти Элиота, его вдова, Valerie Eliot узнала о существовании и местонахождении рукописи.

## Аллюзии
Элиот использует цитаты и аллюзии на произведения таких авторов, как Гомер, Софокл, Петроний, Вергилий, Овидий, Аврелий Августин, Данте, Шекспир, Спенсер, де Нерваль, Кид, Чосер, Мидлтон, Уэбстер, Конрад, Мильтон, Марвелл, Бодлер, Вагнер, Голдсмит, Гессе, Хаксли, Верлен, Уитмен и Стокер.
Эпиграф поэмы (латинский и греческий) — из «Сатирикона» Петрония: «А я собственными глазами видел Кумскую Сивиллу, сидящую в бутылке — и когда мальчишки кричали ей: „Чего ты хочешь, Сивилла?“, она отвечала: „Хочу умереть“». Кумская сивилла — жрица, председательствующая в храме Аполлона в Кумах, греческой колонии, расположенной недалеко от современного Неаполя, Италия («сивилла» означает «пророчица»). Не получившая от Аполлона вечной молодости, сивилла с годами старилась и уменьшалась, и в итоге её тело помещалось в небольшом сосуде, из которого был слышен её голос. «Я дам увидеть страх сквозь прах в ладонях» (в пер. Ю. Орловой) — ещё одна отсылка к истории о Кумской сивилле. В «Метаморфозах» Овидия рассказано, что Аполлон предложил сивилле исполнить одно её желание в обмен на её девственность. Она взяла горсть пыли и попросила жить столько дней, сколько пылинок она держала. Однако она не догадалась попросить вечную молодость, и жила около тысячи лет, непрерывно разрушаясь и уменьшаясь до состояния горсточки пыли.
- «Скалы тень красной» — возможная отсылка к строкам Книги пророка Исайи, Глава 32 стих 2: «человек должен быть подобен укрытию от ветра и бури, рекам воды для сухой земли, прохладной тени большой скалы в знойном краю» (пер. с англ.).
- Приводятся цитаты из оперы Р. Вагнера «Тристан и Изольда» «Свежий ветер летит к родине, где ты сейчас, моя ирландская дева?» (пер. с нем.) (Акт 1, Сцена 1) и «Oed’ und leer das Meer» («Уныло и пустынно море», пер. с нем.) (Акт 3, Сцена 1).
- «Мадам Сосострис, знатная гадалка» — отсылка к персонажу романа О. Хаксли «Жёлтый Кром», колдунье Сесострис (на самом деле мужчина, переодетый в женщину).
- «Вместо глаз у него жемчуг» — отсылка к фразе «Those are pearls that were his eyes» («его глаза стали жемчужинами»), словам Ариэля из пьесы «Буря» У. Шекспира об утонувшем короле.
- «Мост Лондонский людьми заполнен —толпы;/Неужто смерть взяла такие толпы» — отсылка к высказыванию из «Божественной комедии» А. Данте («Ад», Песня 3): «such a long procession of people, that I would never have believed that death had undone so many» («…длинная спешила череда людей, что, верилось с трудом, ужели смерть столь многих истребила» — в пер. М. Лозинского).
- «Hypocrite lecteur! — mon semblable, — mon frère!» — цитируется последняя строка стихотворения Ш. Бодлера «К читателю», открывающего сборник «Цветы зла».
- «Подобный трону, стул её блестящий/На мраморном полу стоял» — цитируются перефразированные строки пьесы Шекспира «Антоний и Клеопатра» (Акт 2, первая встреча Клеопатры с Антонием): «The barge she sat in, like a burnished throne burned on the water» («Подобный трону, баркас её блестящий сиял на воде»; в переводе Б. Пастернака звучит так: «Её баркас горел в воде, как жар. Корма была из золота, а парус из пурпура»).
- «Картина превращенья Филомелы» — имеется в виду персонаж древнегреческой мифологии. Царь Терей подверг Филомелу насилию и вырезал ей язык, чтобы она не могла рассказать об этом. Во избежание преследований Терея, она превратилась в ласточку.
- «То ветер дверью хлопнул» — отсылка к сцене из пьесы «Процесс дьявола» Д. Уэбстера, в которой задается вопрос «Is the wind in that door still?» («Ветер все ещё шумит той дверью?») с целью выяснения, остался ли кто-то в живых.
- «О-О-О-О шекспировский в нём ритм» (имеется в виду рэгтайм — популярный в то время в Америке музыкальный жанр, джазовый ритм) — отсылка к строкам песни, вышедшей в 1912 году, «That Shakespearian Rag» (авторы Дж. Бак, Х. Руби и Д. Стемпер) «that Shakesperian rag — мost intelligent, very elegant» («этот шекспировский ритм — самый интеллигентный, очень элегантный»). Диалог персонажей в этой части поэмы Элиота ритмически напоминает эту песню, и потому она навязчиво звучит в голове героя.
- «Теки бесшумно с песней моей, Темза» — строка из «Эпиталамы» (свадебной песни) Э. Спенсера, в которой упоминаются и присутствующие нимфы (однако у Элиота они «исчезают»).
- «При Лемане я сел и плакал горько» — отсылка к Псалму 136/137: «При реках Вавилона мы сидели и плакали, когда вспоминали о Сионе» (в стандартной англоязычной версии звучит так: «By the waters of Babylon, there we sat down and wept, when we remembered Zion»). Леман — второе название Женевского озера, однако это слово (leman) имеет в английском языке и устаревшее значение «любовница», «проститутка».
- «За спиною холод / Порыва ветра — слышу в нём…» — Элиот перефразировал строки стихотворения «К стыдливой возлюбленной» Э. Марвелла: «But at my back I always hear time’s winged chariot hurrying near» («но за спиной я всегда слышу спешащую неподалеку крылатую колесницу времени» — досл. с англ.; «но за моей спиной, я слышу, мчится крылатая мгновений колесница» — в пер. Г. Кружкова).
- «Удил я за заводом» — отсылка к Королю-Рыбаку — персонажу легенд о рыцарях Круглого стола, хранителю Святого Грааля. Король-Рыбак впервые упоминается в «Персивале» Кретьена де Труа. Легенда рассказывает, как рыцарь Персиваль в поисках Святого Грааля — чаши, в которую была собрана кровь Христова, — останавливается на ночлег у короля озёрной страны, который рыбачит недалеко от своего замка. Король тяжело ранен и умирает. Персиваль становится свидетелем, как лекари приносят ему воды в большом красивом кубке, и король чудесным образом исцеляется. Персиваль понимает, что лицезрел Святой Грааль. Варианты истории Короля-Рыбака могут заметно отличаться в разных источниках, но он всегда ранен в ногу или в пах, и из-за этого неспособен самостоятельно передвигаться. Вместе с ним страдает его королевство, превращаясь в опустошённую землю.
- «Короли в раскладе — брат погибший/И мой отец» (в пер. Ю. Орловой) — отсылка к строкам пьесы «Буря» У. Шекспира, где упоминается оплакивание сыном отца-короля, которого он считал утонувшим. Элиот перефразировал использованную Шекспиром фразу «weeping again the king my father’s wreck» («снова оплакивая утонувшего короля-отца») следующим образом: «musing upon the king my brother’s wreck and on the king my father’s death» («размышляя, что короли в раскладе — брат погибший и мой отец»). Слова «расклад» в оригинале нет, но прослеживается тема гадальных крат.
- «А за спиною грохот/Я слышу — это звук мотора» (в оригинале «I hear the sound of horns and motors») — перефразированные строки пьесы «Пчелиный парламент» Д. Дэя: «when, of the sudden, listening, you shall hear, a noise of horns and hunting, which shall bring Actaeon to Diana in the spring» («когда внезапно ты, прислушиваясь, услышишь звук охотничьих рогов и грохот охоты, с которым весной примчится к Диане Актеон»).
- Упоминается содержательница борделя миссис Портер со своей дочкой — персонажи популярной во времена Элиота непристойной солдатской песни в стиле регтайм. Слова песни цитируются им с некоторыми изменениями, (он сам отмечал, что точно не знал слов оригинала). В процитированном отрывке Суини едет к миссис Портер. Суини ассоциируется с Парсифалем, который должен помочь королю-рыбаку. Но Суини одержим чувственностью и не искупает вину повествователя (короля-рыбака), а лишь повторяет его ошибку. Суини также заражен плотской страстью, как некогда ею был заражен повествователь: он едет в бордель миссис Портер.
- Цитируется последняя строка сонета П. Верлена «Парсифаль», написанного под впечатлением одноимённой оперы Вагнера («И о эти голоса детей, под куполом поющих!»). Хор детей поёт у Вагнера во время церемонии омовения ног, предшествующей завершению поисков Грааля.
- «Я, как Тиресий, видящий без зренья,/Старик, зависший меж двумя полами» (в пер. Ю. Орловой) — упоминается Тиресий, персонаж греческих мифов, слепой прорицатель, живший в Фивах. По легенде, юношей Тиресий обнаружил двух сплетшихся во время спаривания змей, ранил одну, оказавшуюся самкой, и превратился в женщину. Только семь или восемь лет спустя, вновь найдя такую же пару змей и ударив самца, он снова стал мужчиной. Имея опыт жизни в телах обоих полов, был однажды привлечен Зевсом и Герой для разрешения их спора о том, кто получает больше удовольствия от любовного соития — мужчина или женщина.
- «Красотка, безрассудство допустив» (в пер. Ю. Орловой) — цитируется первая строка песни дочери священника (соблазнённой и покинутой) из романа О. Голдсмита «Векфильдский священник» (1766): «when lovely woman stoops to folly».
- «Подкралась музыка ко мне по глади водной» (в пер. Ю. Орловой) — строка пьесы «Буря» У. Шекспира — следующая, после уже упомянутой Элиотом ранее строке об оплакивании короля-отца. Имеется в виду пение Ариэля, очаровавшее персонажа пьесы.
- «Вей-ла-ла-ла лей-ла» — отсылка к мелодии «Weilala leia» эпизода с водными нимфами (Дочерями Рейна) оперы Р. Вагнера «Гибель Богов» (Акт 3, Сцена 1). Данная часть поэмы — вариация песни нимф, в которой они оплакивают реку, теряющую свою природную красоту в городе.
- «Пыль и трамваи — я с Хейбэри родом / Ричмонд и Кью — вот где стала оторвой» — отсылка к фразе Пие дел Таломеи, героини «Божественной Комедии» А. Данте, встреченной им в Чистилище: «в Сьене я родилась, Маремма убила меня» («Чистилище», Песня 5). Эта же фраза выступает заголовком Главы VI поэмы «Хью Селин Моберли» Эрзы Паунда, которому Элиот посвятил «Бесплодную землю».
- «Я путь направил в Карфаген» — отсылка к «Исповеди» Августина Аверлия: «Я прибыл в Карфаген; кругом меня котлом кипела позорная любовь» — Книга третья, гл. 1.
- «О, Господи, Ты высвобождаешь меня» — цитата из «Исповеди» Августина Аверлия. Книга десятая, гл. 53. Возможная отсылка к Стиху 2 Главы 3 Книги пророка Захарии, в котором Иисус сравнивается с «горящим деревом, высвобожденным из огня».
- «Несёт теченье его кости, / То вверх, то вниз тихонечко качая» — отсылка к эпизоду романа «Улисс» Д. Джойса, в котором герой отмечает, что крысы легко обгладывают кости любых похороненных в земле мертвецов и в связи с этим утонуть считается «наиболее приятным». «Язычник или иудей» — ещё одна отсылка к роману «Улисс» Д. Джойса — к эпизоду в котором герой спрашивает: «Купец — это ведь, как сказал Стефан, тот, кто покупает дёшево, а продаёт дорого, вне зависимости от того, язычник он или иудей, ведь так?»
- «Datta», «Dayadhvam» и «Damyata» («давать», «сочувствовать», «управлять») — наставление из «Брихадараньяка-упанишада», повествующей об изначальных основах мироздания и подлинном тождестве человеческих существ.
- «Но я же слышал поворот ключа» — отсылка к строке «Божественная комедия» А. Данте («Ад», Песня 33): «And I heard below the door of the horrible tower being locked up» («И я слышал, как запиралась ужасная башня» — досл. пер. с англ.; «и вдруг я слышу — забивают вход ужасной башни» — в пер. М. Лозинского).
- «London bridge is falling down» — строка из известной народной детской песенки.
- «Poi s’ascose nel foco che gli affina» («И скрылся там, где скверну жжёт пучина») — строка из «Божественной комедии» А. Данте («Чистилище», Песня 26, в пер. М. Лозинского).
- «Quando fiam uti chelidon» — обрывок строки из заключительной строфы в анонимной латинской поэме II или III в. н. э. «Канун Венериного дня», описывающей праздник весны и Венеры с повторяющимся призывом к тем, «кто уже любил», и к тем, «кто не любил ещё» дарить любовь и завтра. Элиот цитирует жалобный вопрос персонажа, который не ощущает радости праздника: «Когда же придет моя весна? Когда же я стану ласточкой, голос обретшей?»
- «Le Prince d’Aquitaine a la tour abolie» («Аквитанский принц у разрушенной башни» — пер. с франц.) — вторая строка сонета французского поэта Жерара де Нерваля «Рыцарь, лишенный наследства» (сборник «Химеры»). Нерваль отождествляет себя с изгнанным принцем, потомком трубадуров. Разрушенная башня (название одной из карт Таро) в сонете — символ несчастной судьбы.
- «А почему бы нет, устрою вам» — цитата из «Испанской трагедии» Т. Кида. Когда к Иеронимо обратился Бальтазар (один из убийц его сына, из-за смерти которого жена Иеронимо потеряла рассудок) с просьбой написать пьесу для развлечения короля, он ответил: «А почему бы нет, устрою вам». «Безумен вновь Иеронимо» — ещё одна цитата из «Испанской трагедии». В пьесе герой притворяется безумным, чтобы выполнить свою миссию вопреки козням злодеев.

## Название
Элиот изначально хотел назвать свою поэму «He do the Police in Different Voices». По возвращении из Швейцарии первые две части поэмы появились под этим именем. Фраза взята из романа Чарльза Диккенса «Наш общий друг», в котором вдова Betty Higden говорит о её сыне-подкидыше Sloppy, «You mightn’t think it, but Sloppy is a beautiful reader of a newspaper. He do the Police in different voices.» Некоторые критики выдвигают это в поддержку теории, что в поэме множество голосов (рассказчиков), но одно центральное сознание.
Позже Элиот выбрал «The Waste Land» в качестве названия. Он приписывает его к книге «Jessie Laidlay Weston», From Ritual to Romance, таким образом намекая на ранение Короля-Рыбака и последующем бесплодии его земель.